# Platino-cianuro
Un platino-cianuro es una sal que contiene el anión Pt(CN)42-. El platino-cianuro de Bario, BaPt(CN)4, fue importante para descubrir los rayos X y el desarrollo del fluoroscopio. Una sal platino-cianuro con interesantes propiedades conductivas es la sal de Krogmann.
- Datos: Q5666501